# Cueta acuta
Cueta acuta is een insect uit de familie van de mierenleeuwen (Myrmeleontidae), die tot de orde netvleugeligen (Neuroptera) behoort. 
Cueta acuta is voor het eerst wetenschappelijk beschreven door Navás in 1931.